# ناصر خليلي
ناصر داوود خليلي هو يهودي إيراني المولد يعيش في إنجلترا، تسرد الوثيقة جريدة التايمز في عام 2007. أنه هو خامس أغنى شخص في بريطانيا العظمى هو معروف في إيران. ومن المعروف ديفيد خليلي عن اقتناء مجموعة من الأعمال الفنية. الجزء الأكبر من أمواله هو مجموعة متنوعة من مقتنيات الفن الإيراني والإسلامي، والذي يبغ عددها إلى 20,000 الفن والأشياء العتيقة المدرجة في موسوعات تحف الفن الإسلامي.

## حياته
ناصر الخليلي في 1945 أصفهان إيران ولد لعائلة يهودية. أمضى دراسته الثانوية وخدمته العسكرية في إيران في عام 1967 وغادر إلى أمريكا واستقر في إنجلترا منذ عام 1978. وقال انه في وقت لاحق حصل على شهادة أستاذ وباحث وعضو فخري في جامعة لندن ورئيس «الفنون الزخرفية الإسلام» و «الفن الإسلامي وعلم الآثار» في كلية الدراسات الشرقية والأفريقية في جامعة لندن المقررة.
مجموعة الخليلي لعام 1970، وثمانية في العالم الأكثر اكتمالا وأكثر الأعمال الفنية الجميلة بدأت. وقد تبين له مجموعة من الأعمال من قبل أكثر من 40 متاحف في العالم وفي العديد من المعارض الدولية. ويشمل جمع خليلي أعمال أكثر من 25 ألف قطعة، وأكبر مجموعة خاصة من الأعمال الفنية في العالم بشكل عام.
في عام 2014، كرم الخليلي بسبب جهوده الرامية إلى تعزيز الحوار بين الثقافات والأديان الإنسانية، الإسلام والمسيحية واليهودية جائزة «حوار الثقافات» من قبل وزارة الثقافة الفرنسية.